# IC 1211
IC 1211 — галактика типу E (еліптична галактика) у сузір'ї Дракон.
Цей об'єкт міститься в оригінальній редакції індексного каталогу.